# Комиссия Кристофера
Независимая комиссия Полицейского Управления Лос-Анджелеса, известная как Комиссия Кристофера (англ. Christopher Commission), сформирована в апреле 1991 года после нашумевшего «дела Родни Кинга» (англ. Rodney King) мэром Лос-Анджелеса Томом Бредли (англ. Tomas J. Bradley). Комиссию возглавил адвокат Уоррен Кристофер (англ. Warren Christopher), ставший впоследствии Государственным Секретарем США в администрации Билла Клинтона. "Комиссия создана для проведения полного анализа функционирования Полицейского Управления Лос-Анджелеса (англ. Los Angeles Police Department), включая систему набора персонала, спецподготовки, соблюдения внутренний дисциплины и взаимодействия с гражданскими организациями. После избрания Ричарда Риордана (англ. Richard Riordan) на пост мэра Лос-Анджелеса деятельность Комиссии и реформы Управления были приостановлены.

## Заключение комиссии
Комиссия пришла к выводу, что:

- В Управлении Полиции Лос-Анджелеса имеется значительное количество офицеров постоянно применяющих силовые методы воздействия к гражданам и игнорирующим внутренние нормативные документы, регламентирующих подобного рода действия.

- Невозможность контроля действий таких офицеров является корнем проблемы. Документы и факты, проанализированные Комиссией, были известны Управлению, однако больше всего информации поступило от внешних источников. Неспособность со стороны Департамента проанализировать известные факты и сделать соответствующие выводы говорят о нарушениях в системе руководства Департамента. Наблюдательный совет (англ. Los Angeles Board of Police Commissioners), не имея в своём распоряжении достаточного количества следователей и других ресурсов, не смог отслеживать деятельность Департамента в области применения силы офицерами. Департамент не только не смог наладить взаимодействие с группой проблемных офицеров, но и поощрял их.

- Комиссия рекомендует ввести новые методики учета обращений граждан.... Вопиющие случаи применения чрезмерной силы со стороны сотрудников Департамента не должны "спускаться на тормозах" и руководители должны знать, что будут нести персональную ответственность за все происходящее в их секторах.

- Комиссия обращает особое внимание на "злостных нарушителей", так как в ходе расследования было обнаружено, что из порядка 1,800 офицеров, которым были вынесены предупреждения в чрезмерном применении силы за период времени с 1986 по 1990 годы, более чем 1,400 офицеров имели на своём счету одно или два предупреждения. Четыре или более предупреждений были у 183 офицеров, шесть и более - 44 офицера, восемь и более - 16 офицеров. Несмотря на эти факты сорок четыре офицера с шестью и более предупреждениями имели положительные характеристики.

Комиссия обнаружила, что только 42 из 2,152 случаев применения силы за период с 1986 по 1990 годы были обоснованы. "Учитывая вскрытые Комиссией факты можно сделать вывод, что система дисциплинарных наказаний действует против заявителей". "Значительное количество расследований обращений со стороны граждан было выполнено рядовыми сотрудниками Департамента, а не сотрудниками Отдела Внутренних Расследований (англ. Internal Аffairs Division), что зачастую приводило к невозможности получения показаний или установления свидетелей происшествий".